# Herb powiatu gorzowskiego

Herb powiatu gorzowskiego w latach 2000-2016

Herb powiatu gorzowskiego – jeden z symboli powiatu gorzowskiego, którego obecna wersja, autorstwa Kamila Wójcikowskiego i Roberta Fidury, została ustanowiona 29 czerwca 2016.

## Wygląd i symbolika
Herb przedstawia na tarczy w polu czerwonym gotycki klucz srebrny pośród siedmiu takichż gwiazd ułożonych w owal. Klucz symbolizuje miejscowość Santok jako klucz do Królestwa Polskiego oraz sam powiat jako klucz do Polski. Gwiazdy wyobrażają siedem gmin, wchodzących w skład powiatu gorzowskiego. Barwy herbu nawiązują do barw narodowych.